# Sân bay Gatwick
Sân bay quốc tế Gatwick London là một sân bay tại thủ đô Luân Đôn, Anh. Đây là sân bay lớn thứ nhì của Thủ đô của nước Anh xinh đẹp, chỉ sau Sân bay Heathrow ở cùng thành phố London cổ kính. Năm 2009, sân bay này đã phục vụ 32 triệu lượt khách.
Sân bay Gatwick (IATA: LGW, ICAO: EGKK) có cự ly 5 km về phía bắc trung tâm Crawley, West Sussex, và 45,7 km về phía nam Central London. Đây là sân bay bận rộn thứ nhì ở Vương quốc Anh, sau sân bay Heathrow tính về lượt khách.
Gatwick là sân bay hàng đầu châu Âu về các chuyến bay điểm-đến-điểm.
Năm 2010, hơn 31,3 triệu lượt hành khách thông qua sân bay Gatwick, khiến nó là tất bật thứ 9 châu Âu tính theo lượt khách và là thứ 12 về số lượt khách quốc tế.
Các chuyến bay thuê chuyến thường thích sân bay này hơn sân bay Heathrow khi chọn làm cơ sở cho Luân Đôn và Đông Nam. Từ năm 1978 đến 2008, nhiều chuyến bay từ và đến Hoa Kỳ đã sử dụng Gatwick do các quy định hạn chế sử dụng sân bay Heathrow thi hành trong hiệp định Bermuda II giữa Vương quốc Anh và Hoa Kỳ. (Đến thời điểm năm 2010, Delta Air Lines và US Airways là các hãng hàng không Hoa Kỳ tiếp tục sử dụng sân bay Gatwick cho các chuyến bay Hoa Kỳ.) Sân nay này là cơ sở cho các hãng bay theo lịch trình Aer Lingus, British Airways (BA), EasyJet, Flybe và Virgin Atlantic, cũng như các hãng bay thuê chuyến bao gồm Thomas Cook Airlines và Thomson Airways.

## Hãng hàng không và tuyến bay
Gatwick có hai nhà ga Bắc và Nam. Nhà ga Nam cũ hơn và bận rộn hơn và là nơi có nhà ga đường sắt sân bay Gatwick tọa lạc.
| Hãng hàng không                | Các điểm đến | Nhà ga |
| ------------------------------ | --- | ------ |
| Adria Airways                  | Ljubljana | Bắc    |
| Aer Lingus                     | Cork, Dublin, Knock, Málaga, Shannon | Nam    |
| Afriqiyah Airways              | Tripoli [ngưng] | Nam    |
| Air Europa                     | Madrid | Nam    |
| Air Malta                      | Malta | Nam    |
| Air Moldova                    | Chişinău | Nam    |
| Air Transat                    | Toronto-Pearson Theo mùa: Montreal-Trudeau, Vancouver | Nam    |
| Air Zimbabwe                   | Harare | Nam    |
| airBaltic                      | Riga | Nam    |
| Al-Naser Airlines              | Baghdad | Nam    |
| Aurigny Air Services           | Guernsey | Nam    |
| Belavia                        | Minsk | Nam    |
| British Airways                | Amsterdam, Antalya, Antigua, Barbados, Bermuda, Bologna, Bordeaux, Cancún, Catania, Dubrovnik, Edinburgh, Faro, Genoa, Glasgow-International, Grenada, Jersey, Kingston, Málaga, Malé, Manchester, Marrakech, Marseille, Mauritius [bắt đầu từ 31 October], Montego Bay, Naples, Orlando, Port of Spain, Pristina, Punta Cana, Rome-Fiumicino, St Kitts, St Lucia, Salzburg, San Juan, Tampa, Thessaloniki, Tirana, Tobago, Tunis, Turin, Venice-Marco Polo, Verona Theo mùa: Bari, Cagliari, Geneva, Ibiza, Innsbruck, Paphos, Pisa | Bắc    |
| Bulgaria Air                   | Theo mùa: Varna | Nam    |
| Cimber Sterling                | Billund | Nam    |
| Croatia Airlines               | Zagreb Theo mùa: Split | Nam    |
| Cubana de Aviación             | La Habana, Holguín | Nam    |
| Delta Air Lines                | Atlanta | Bắc    |
| EasyJet                        | Antalya, Agadir, Alicante, Amman, Amsterdam, Barcelona, Basel/Mulhouse, Belfast-International, Bodrum, Bologna, Catania [bắt đầu từ 25 June], Dalaman, Düsseldorf, Edinburgh, Faro, Funchal, Geneva, Gibraltar, Gothenburg-Landvetter, Grenoble, Helsinki [ends 22 June], Hurghada, Izmir, Kos, Lanzarote, Larnaca, Las Palmas de Gran Canaria, Lisbon, Luxor, Málaga, Malta, Marrakech, Palma de Mallorca, Sharm el-Sheikh, Sofia, Tenerife-South, Valencia, Zakynthos Theo mùa: Ajaccio, Bastia, Chania, Corfu, Heraklion, Mykonos, Nantes, Paphos, Rhodes, Santorini | Bắc    |
| EasyJet                        | Aberdeen [bắt đầu từ 3 June], Almería, Athens, Berlin-Schönefeld, Bordeaux, Budapest, Cologne/Bonn, Copenhagen, Glasgow-International, Hamburg, Innsbruck, Inverness, Istanbul-Sabiha Gökçen, Kraków, Lyon, Madrid, Marseille, Milan-Linate, Milan-Malpensa, Montpellier, Munich, Murcia, Naples, Nice, Palermo, Pisa, Porto, Prague, Rome-Fiumicino, Salzburg, Seville, Thessaloniki, Toulouse, Venice-Marco Polo, Verona [bắt đầu từ 3 tháng 6], Vienna, Zagreb, Zürich Theo mùa: Biarritz, Dubrovnik, Ibiza, La Rochelle, Minorca, Olbia, Split | Nam    |
| EasyJet Switzerland            | Basel/Mulhouse, Geneva | Bắc    |
| Emirates                       | Dubai | Bắc    |
| Flybe                          | Aberdeen, Belfast-City, Guernsey, Inverness, Isle of Man, Jersey, Nantes, Newcastle upon Tyne, Newquay Theo mùa: Bergerac Bay thuê chuyến: Chambéry | Nam    |
| Hi Fly                         | Georgetown, Mount Pleasant | Nam    |
| Iceland Express                | Reykjavik-Keflavík | Nam    |
| Meridiana                      | Florence [kết thúc từ 31 tháng 8] | Nam    |
| Montenegro Airlines            | Podgorica | Nam    |
| Norwegian Air Shuttle          | Aalborg, Ålesund, Bergen, Copenhagen, Helsinki, Oslo-Gardermoen, Stavanger, Stockholm-Arlanda, Trondheim | Nam    |
| Pegasus Airlines               | Antalya, Dalaman | Nam    |
| Qatar Airways                  | Doha | Bắc    |
| Rossiya                        | St Petersburg | Nam    |
| Royal Air Maroc                | Casablanca, Marrakech | Bắc    |
| Ryanair                        | Alicante, Cork, Dublin, Kaunas, Madrid, Oslo-Rygge, Rome-Ciampino, Seville, Shannon, Stockholm-Skavsta | Nam    |
| SATA International             | Ponta Delgada-João Paulo | Nam    |
| Scandinavian Airlines          | Bergen | Nam    |
| Sun Country Airlines           | Theo mùa: Minneapolis/St. Paul [bắt đầu từ 28 tháng 5] | Nam    |
| Sunwing Airlines               | Theo mùa: Toronto-Pearson [bắt đầu từ 16 tháng 6] | Nam    |
| TAP Portugal                   | Funchal, Lisbon, Porto | Nam    |
| Thomas Cook Airlines           | Antalya, Bodrum, Cancún, Calgary, Cayo Coco, Dalaman, Enfhida, Fuerteventura, Holguín, Hurghada, Izmir, Lanzarote, Las Palmas de Gran Canaria, Montego Bay, Paphos, Puerto Plata, Punta Cana, Sharm el-Sheikh, Tenerife-South, Toronto-Pearson, Vancouver Theo mùa: Acapulco, Agadir, Almería, Banjul, Barbados, Brescia, Burgas, Corfu, Djerba, Edmonton, Faro, Geneva, Goa, Grenoble, Heraklion, Ibiza, Innsbruck, Lleida-Alguaire [bắt đầu từ 19 tháng 12], Kalamata, Kefalonia, Kos, Larnaca, Lemnos, Luxor, Malta, Minorca, Naples, Olbia, Orlando-Sanford, Palma de Mallorca, Preveza, Reus, Rhodes, Rovaniemi, Salzburg, Santorini, Skiathos, Sofia, Thessaloniki, Turin, Varadero, Zakynthos | Nam    |
| Thomson Airways                | Agadir, Alicante, Antalya, Aswan, Banjul, Boa Vista, Cancún, Dalaman, Fuerteventura, Funchal, Girona, Heraklion, Holguín, Lanzarote, La Romana, Las Palmas de Gran Canaria, Liberia, Luxor, Málaga, Malé, Malta, Marrakech, Marsa Alam, Mersa Matruh, Mombasa, Phú Quốc, Monastir, Montego Bay, Orlando-Sanford, Palma de Mallorca, Paphos, Puerto Plata, Punta Cana, Sal, Santa Cruz de la Palma, Sharm el-Sheikh, Taba, Tenerife-South, Varadero Theo mùa: Alghero, Aruba, Barbados, Bodrum, Burgas, Catania, Chania, Colombo, Corfu, Dubrovnik, Faro, Figari, Ibiza, İzmir, Kalamata, Kavala, Kefalonia, Kos, Larnaca, Minorca, Mykonos, Mytilene, Naples, Pisa, Plovdiv, Preveza, Pula, Reus, Rhodes, Samos, Samaná, Santorini, Skiathos, Sofia, Thessaloniki, Tivat, Venice-Marco Polo, Verona, Zakynthos | Bắc    |
| Tor Air                        | Burgas, Chania, Corfu, Dubrovnik, Faro, Heraklion, Kalamata, Kefalonia, Kos, Larnaca, Paphos, Pula, Rhodes, Samos, Santorini, Sharm el-Sheikh, Skiathos, Stockholm-Arlanda | Nam    |
| Tunisair                       | Djerba, Enfidha, Monastir | Nam    |
| Ukraine International Airlines | Kiev-Boryspil | Nam    |
| United Airways                 | Dhaka, Sylhet | Nam    |
| Vietnam Airlines               | Hà Nội [bắt đầu từ 9 tháng 12], Thành phố Hồ Chí Minh [bắt đầu từ 10 tháng 12] | Nam    |
| Virgin Atlantic Airways        | Antigua, Barbados, Grenada, La Habana, Kingston, Las Vegas, Montego Bay, Orlando, St Lucia, Tobago Theo mùa: San Juan | Nam    |

### Vận chuyển hàng hóa
- Royal Jordanian Cargo[16]
- Turkish Airlines Cargo[17]